# 다이딘 (리 왕조)
다이딘(베트남어: Đại Định / 大定 대정 / 1140년 2월 ~ 1163년 1월)은 베트남 리 왕조(李朝) 영종(英宗) 리티엔또(李天祚)의 두번째 연호이다.

## 개원
- 티에우민(紹明) 3년(1140년) 2월에 연호를 다이딘(大定)으로 개원함.[1][2][3]

- 다이딘(大定) 24년(1163년) 1월에 연호를 찐롱바오응(政隆寶應)으로 개원함.[1][2][4]

## 연대 대조표
| 다이딘     | 원년       | 2년        | 3년        | 4년        | 5년        | 6년        | 7년        | 8년        | 9년        | 10년       |
| 서기(西紀) | 1140년     | 1141년     | 1142년     | 1143년     | 1144년     | 1145년     | 1146년     | 1147년     | 1148년     | 1149년     |
| 간지(干支) | 경신(庚申) | 신유(辛酉) | 임술(壬戌) | 계해(癸亥) | 갑자(甲子) | 을축(乙丑) | 병인(丙寅) | 정묘(丁卯) | 무진(戊辰) | 기사(己巳) |
| 다이딘     | 11년       | 12년       | 13년       | 14년       | 15년       | 16년       | 17년       | 18년       | 19년       | 20년       |
| 서기(西紀) | 1150년     | 1151년     | 1152년     | 1153년     | 1154년     | 1155년     | 1156년     | 1157년     | 1158년     | 1159년     |
| 간지(干支) | 경오(庚午) | 신미(辛未) | 임신(壬申) | 계유(癸酉) | 갑술(甲戌) | 을해(乙亥) | 병자(丙子) | 정축(丁丑) | 무인(戊寅) | 기묘(己卯) |
| 다이딘     | 21년       | 22년       | 23년       | 24년       |            |            |            |            |            |            |
| 서기(西紀) | 1160년     | 1161년     | 1162년     | 1163년     |            |            |            |            |            |            |
| 간지(干支) | 경진(庚辰) | 신사(辛巳) | 임오(壬午) | 계미(癸未) |            |            |            |            |            |            |

## 동시대 연호

### 중국
남송(南宋)
- 소흥(紹興) (1131년 ~ 1162년)
- 융흥(隆興) (1163년 ~ 1164년)

금(金)
- 천권(天眷) (1138년 ~ 1141년)
- 황통(皇統) (1141년 ~ 1149년)
- 천덕(天德) (1149년 ~ 1153년)
- 정원(貞元) (1153년 ~ 1156년)
- 정륭(正隆) (1156년 ~ 1161년)
- 대정(大定) (1161년 ~ 1189년)

서하(西夏)
- 대경(大慶) (1140년 ~ 1143년)
- 인경(人慶) (1144년 ~ 1148년)
- 천성(天盛) (1149년 ~ 1169년)

대리국(大理國)
- 광운(廣運) (1138년 ~ 1147년)
- 영정(永貞) (1147년 ~ 1148년)
- 대보(大寶) (1149년 ~ 1156년)
- 용흥(龍興) (1157년 ~ 1161년)
- 성명(盛明) (1162년 ~ 1163년)

서요(西遼)
- 강국(康國) (1134년 ~ 1143년)
- 함청(咸淸) (1144년 ~ 1150년)
- 소흥(紹興) (1151년 ~ 1163년)

### 일본
- 호엔(保延) (1135년 ~ 1141년)
- 에이지(永治) (1141년 ~ 1142년)
- 고지(康治) (1142년 ~ 1144년)
- 덴요(天養) (1144년 ~ 1145년)
- 규안(久安) (1145년 ~ 1151년)
- 닌페이(仁平) (1151년 ~ 1154년)
- 규주(久寿) (1154년 ~ 1156년)
- 호겐(保元) (1156년 ~ 1159년)
- 헤이지(平治) (1159년 ~ 1160년)
- 에이랴쿠(永暦) (1160년 ~ 1161년)
- 오호(応保) (1161년 ~ 1163년)